# Gora Otsechënnaja
Gora Otsechënnaja är ett berg i Antarktis. Det ligger i Östantarktis. Australien gör anspråk på området. Toppen på Gora Otsechënnaja är 1 025 meter över havet.
Terrängen runt Gora Otsechënnaja är kuperad.  Trakten är obefolkad. Det finns inga samhällen i närheten.